# Beersel
Beersel ist eine belgische Gemeinde in der Provinz Flämisch-Brabant, gelegen am Südrand der Region Brüssel-Hauptstadt. Sie umfasst die Teilgemeinden Alsemberg, Dworp, Huizingen und Lot.
Beersel ist vor allem bekannt für seine Burganlage aus dem 14. Jahrhundert.

## Persönlichkeiten
- Jean De Busschere (1900–1987), Radrennfahrer
- Gertrud Schäfer (1880–1945), deutsche Lithographin und Malerin
- Renaat Van Elslande (1916–2000), Politiker
- René Walschot (1916–2003), Radrennfahrer
- Joseph Wauters (1906–1975), Radrennfahrer

## Wappen
Beschreibung: Im Schwarz und Gold gevierten Wappen ist im ersten und vierten Feld ein goldener rotgezungter und rotbewehrter Löwe, im zweiten und dritten Feld ein blaues gemeines Kreuz mit Dornenschnitt an allen Armseiten bis an den Rand reichend. Hinter dem Schild steht eine Eiche mit acht Früchten.

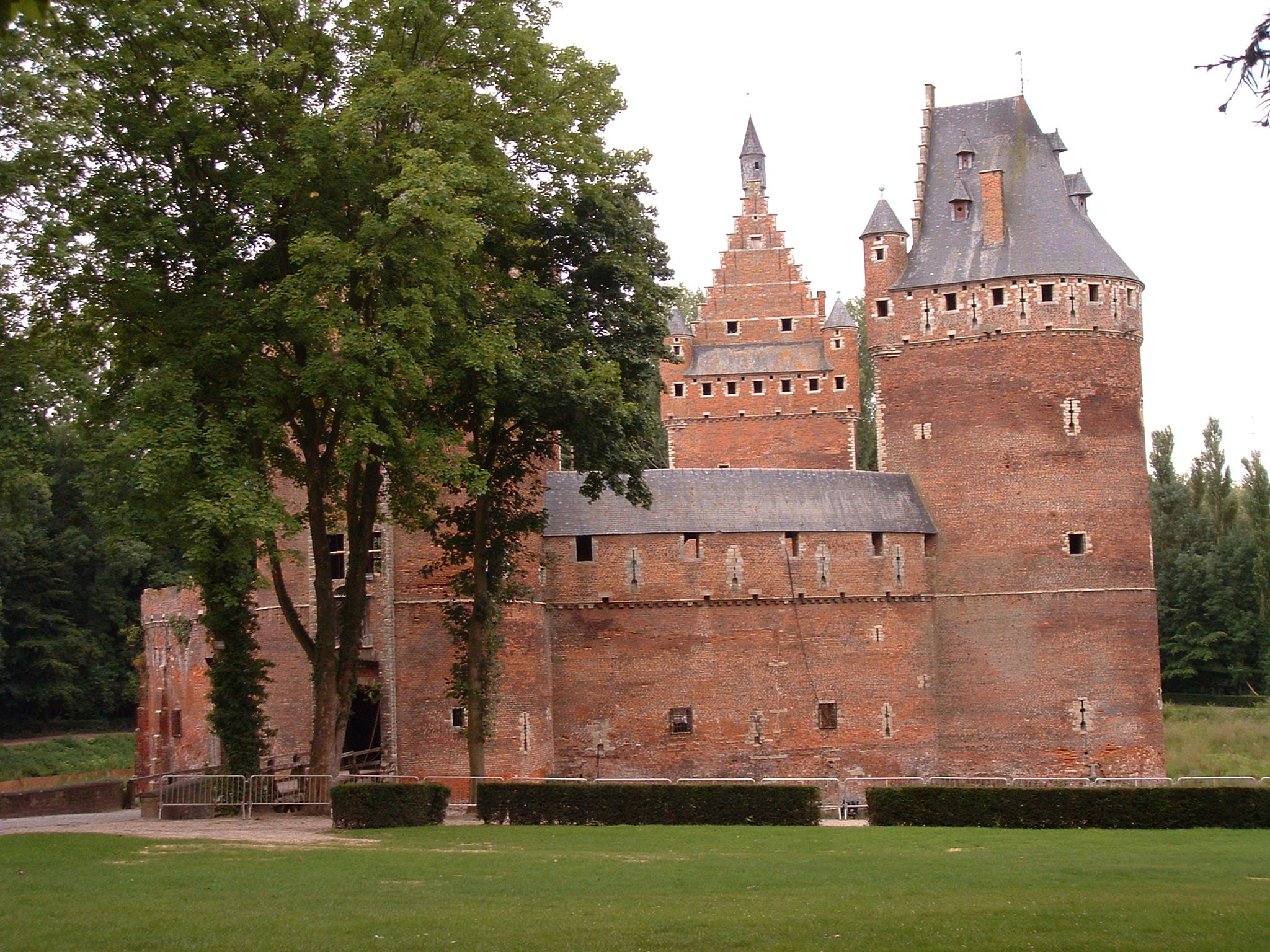
Burg Beersel